# الحمرا
الحَمراء (اسپانیایی: Alhambra؛ /ælˈhæmbrə/، تلفظ اسپانیایی: [aˈlambɾa]؛ عربی: الْحَمْرَاء، با حروف رومی: al-Hamrāʼ) یک مجموعه کاخ و قلعه است که مشرف بر شهر گِرانادا (غرناطه) در اسپانیا واقع شده و به عنوان یکی از شاخص‌ترین نمونه‌های هنر شمال آفریقا (عرب) شناخته می‌شود. این کاخ یکی از معروف‌ترین بناهای معماری اسلامی و یکی از بهترین کاخ‌های حفظ شده در تاریخ جهان اسلام به‌شمار می‌آید. علاوه بر این که شامل نمونه‌های قابل توجهی از معماری رنسانس اسپانیا است.
این بنا شامل چندین قسمت مجزا است که در دوره‌های مختلف ساخته شده‌اند. نام کاخ که به معنای سرخگون است، بنا به نظر بسیاری، از رنگ غالب بر بنا گرفته شده است.
این مجموعه در سال ۱۲۳۸ توسط محمد اول بن الاحمر، اولین امیر دودمان نصریان و بنیانگذار امارت غرناطه، آخرین ایالت مسلمان اندلس، آغاز شد. این بنا بر روی تپه سابیکا، برآمدگی سیرا نوادا که محل قلعه‌های قبلی و کاخ قرن یازدهمی ساموئل ابن نغریله بود، ساخته شد. بعدها حاکمان نصری به‌طور مداوم ایم محوطه را تغییر دادند. مهم‌ترین ساخت و ساز که بیشتر به کاخ‌های سلطنتی ویژگی امروزی آن‌ها را بخشید، در قرن چهاردهم در زمان سلطنت یوسف اول و محمد پنجم صورت گرفت. پس از پایان ریکونکیستا مسیحی یا بازپس‌گیری اندلس در سال ۱۴۹۲، این مکان به کاخ سلطنتی فردیناند و ایزابل تبدیل شد (جایی که کریستف کلمب برای سفر خود تأییدیه سلطنتی دریافت کرد) و کاخ‌ها تا حدی تغییر یافتند. در سال ۱۵۲۶، کارل پنجم یک کاخ جدید به سبک رنسانس را در کنار قصرهای نصری سفارش داد، اما در اوایل قرن هفدهم ناتمام رها شد. الحمرا پس از قرن‌ها که در معرض خرابی قرار داشت و ساختمان‌های آن توسط افرادی برای سکونت اشغال شده بود، پس از شکست ناپلئون اول، که نیروهایش بخش‌هایی از محوطه را ویران کردند، دوباره کشف شد. کسانی که دوباره متوجه این بنا شدند ابتدا روشنفکران بریتانیایی و سپس دیگر مسافران رمانتیک آمریکایی و شمال اروپا بودند. تأثیرگذارترین آنها واشینگتن ایروینگ بود که با نگارش داستان‌های الحمرا (۱۸۳۲) توجه بین‌المللی را به این بنا جلب کرد. الحمرا یکی از اولین بناهای اسلامی بود که مورد مطالعه علمی مدرن قرار گرفت و از قرن نوزدهم بارها مرمت شده است. این مجموعه در حال حاضر یکی از جاذبه‌های توریستی مهم اسپانیا و یک سایت میراث جهانی یونسکو است.
در دوران نصری، الحمرا شهری مستقل و جدا از بقیه گرانادا بود. این شهر شامل اکثر امکانات یک شهر مسلمان مانند مسجد جامع، حمام عمومی، جاده‌ها، خانه‌ها، کارگاه‌های صنعتگران، یک کارخانه چرم‌سازی و یک سیستم آبرسانی پیشرفته بود. این مجموعه به‌عنوان یک شهر سلطنتی و ارگ، دست‌کم شامل شش کاخ بزرگ بود که اکثر آنها در امتداد لبه شمالی قرار داشته و منظرهایی رو به محله آلبایثین دارند. معروف‌ترین و حفظ‌شده‌ترین آن‌ها عبارتند از مشور (Mexuar)، کاخ کومارس (Comares)، کاخ یا حیاط شیران (Court of the Lions) و کاخ پرتال (Partal) که امروزه جاذبه اصلی بازدیدکنندگان مجموعه را تشکیل می‌دهند. کاخ‌های دیگر از منابع تاریخی و از کاوش‌های مدرن شناخته شده است.در نوک غربی الحمرا، قلعه آلکازابا (Alcazaba fortress) قرار دارد. چندین برج کوچکتر و دروازه‌های مستحکم نیز در امتداد دیوارهای الحمرا قرار دارند. خارج از دیوارهای الحمرا و در نزدیکی شرق، ژنرالیف، یکی از املاک ییلاقی دودمان ناصری سابق و کاخ تابستانی قرار دارد که با باغ‌های تاریخی و باغ‌های امروزی همراه است.
معماری کاخ‌های نصری نشان‌دهنده سنت معماری موری است که در سده‌های گذشته توسعه یافته است. ویژگی آن مانند اغلب شیوه‌های معماری اسلامی استفاده از حیاط به عنوان فضای مرکزی و محوری است که تالارها و اتاق‌های دیگر در اطراف آن سازماندهی می‌شدند. حیاط‌ها معمولاً دارای آب‌نماهایی در مرکز خود بودند، مانند استخر بازتاب یا فواره. تزیینات در داخل بنا متمرکز بوده و عمدتاً با موزاییک کاشی در دیوارهای پایینی و گچ‌بری در دیوارهای بالایی اجرا می‌شد. نقوش هندسی، نقوش گیاهی و کتیبه‌های عربی از انواع اصلی نقوش تزئینی بودند. علاوه بر این، حجم‌های مقرنس، برای ویژگی‌های سه‌بعدی مانند سقف‌های طاق‌دار استفاده می‌شد.

## واژه‌شناسی
واژه الحمرا از عربی «الْحَمْرَاء» (تلفظ: [alħamˈraːʔ]) به معنای «قرمز» روشن گرفته شده است. مؤنث «احمر» که شکل کامل آن الْقَلْعَةُ ٱلْحَمْرَاءُ به معنی «قلعه سرخ» بوده است. اشاره به رنگ «قرمز» در نام، به دلیل رنگ مایل به قرمز دیوارهای آن است که از خاک کوبیده ساخته شده بود. رنگ مایل به قرمز ناشی از اکسید آهن موجود در خاک رس محلی است که برای این نوع ساخت و ساز استفاده شده است.

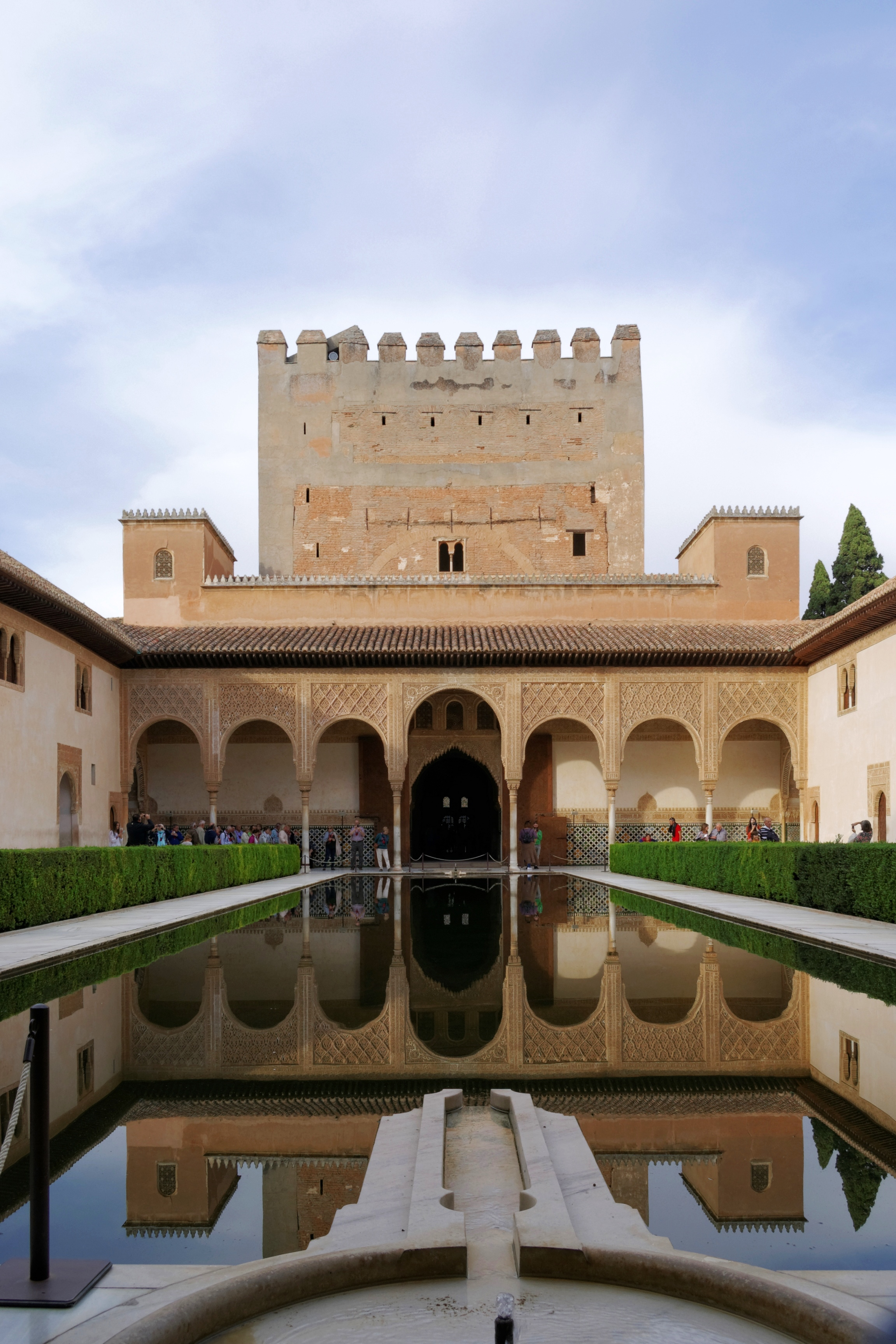

## پیشینه
احتمالاً در قرن نهم دژ یا ارگی بر روی تپه سابیکا مربوط به دوره ویزیگوتیک وجود داشته است. اولین اشاره به قله الحمراء در جریان نبردهای اعراب و مولدان در زمان حکومت عبدالله بن محمد (ح. ۸۸۸–۹۱۲) بود. بر اساس اسناد به جا مانده از آن دوران، قلعه الحمراء بسیار کوچک بوده و دیوارهای آن قادر به بازدارندگی ارتشی که قصد فتح آن را داشته، نبوده است. چنان‌که در شعری از ابن حیان به‌این موضوع اشاره شده است.
ساختمان این کاخ در دوران بازپس‌گیری حکومت از مسلمین توسط پادشاهان مسیحی آغاز شد. ساموئل هانگید که در عربی اسماعیل بن نگریلا نامیده می‌شود مدیر یهودیان بود که کاخ خود را بر روی تپه سابیکا، احتمالاً در محل کاخ‌های کنونی ساخت، اگرچه چیزی از آن باقی نمانده است. بنا بر گزارش‌ها شامل باغ‌ها و آب‌نماهایی بود.
پیشینه اصل بنای الحمرا به سده ۱۳ برمی‌گردد، اما در واقع الحمرا مجموعه‌ای از چندین قصر است که هر حاکم، ویژه به خود بنا کرده است. ایده اصلی موجود در چند ساختمان این مجموعه، کوشش‌هایی برای به وجود آوردن بهشت بر روی زمین بوده است.

### دوران نصریان
عبدالله بن الاحمر که آخرین سلسله اسلامی یعنی نصری‌ها را در شبه جزیره ایبری تأسیس کرد و بر امارت غرناطه حکومت می‌کرد در سال ۱۲۳۸ پس از استقرار در غرناطه در ابتدا در ارگ قدیمی زیریدها در تپه آلبایثین ساکن شد، و بی‌درنگ در همان سال ساخت الحمرا را به عنوان اقامتگاه و ارگ جدید آغاز کرد.
تنها عناصری که از زمان ابن الاحمر حفظ شده، برخی از دیوارهای استحکامات، به ویژه الکازابا در انتهای غربی مجموعه است.
در طول سلطنت سلسله نصریان، الحمرا به شهری با حاکمیت واحد تبدیل شد، با یک سیستم آبیاری متشکل از آب‌راه‌ها و کانال‌های آبی که آب مجموعه و دیگر کاخ‌های حومه اطراف مانند ژنرالیف را تأمین می‌کرد.
مسلمانان صحرانشین که آب برایشان از هر گوهری ارزشمندتر بود، با کشیدن نهرهایی از سرچشمه‌ها و جویبارها، باغ‌های کاخ را با چشمه‌های رؤیایی، فواره‌ها و حوض‌های کم عمق و پر انعکاس تزیین کردند. صدای زمزمه آب در سراسر باغ‌ها و حوض خانه‌ها به گوش می‌رسد و کشف چشمه‌های کوچک، لذت گشتن در باغ را صد چندان می‌کند.
بسیاری از پادشاهان این سلسله پس از ابن الاحمر به‌طور مستمر در تکمیل و مرمت و توسعه این مجموعه همت گماشتند و کاخ‌های متعددی را در آنجا ساختند که برخی به‌کلی از بین رفته و بخش‌های از برخی دیگر آن‌ها باقی مانده است. این ساخت و ساز مستمر تا زمان محمد پنجم ادامه داشت و پس از او کار ساختمانی نسبتاً کمی در الحمرا انجام شد. در قرن پانزدهم، سلسله نصری که در حال افول و آشفتگی بود، تنها چند پروژه ساختمانی نه‌چندان مهم با سبک معماری تکراری و کمتر بدیع را پیش برد.

### دوران بازپس‌گیری و دوره مسیحی اسپانیایی
آخرین سلطان ناصری، محمد دوازدهم، زمانی که نیروهای پادشاهان کاتولیک، پادشاه فردیناند دوم آراگون و ملکه ایزابل اول، قلمرو اطراف را تصرف کردند. بدون اینکه خود الحمرا مورد حمله قرار گیرد، امارت گرانادا را در ژانویه ۱۴۹۲ تسلیم کرد.
پس از این فتح، الحمرا به کاخ سلطنتی اسپانیا تبدیل شد. ایزابل و فردیناند ابتدا در اینجا اقامت گزیدند و چند ماه تا ۲۵ مه ۱۴۹۲ در گرانادا ماندند. در زمان این اقامت بود که دو اتفاق مهم رخ داد. یکی اینکه این پادشاهان در ۳۱ مارس فرمان الحمرا را امضا کردند، که دستور اخراج همه یهودیان اسپانیایی که حاضر به تغییر مذهب نبودند را صادر کردند. و دیگر آنکه کریستف کلمب که برای تماشای تسلیم گرانادا نیز حضور داشت، برنامه‌های خود را برای یک سفر در سراسر اقیانوس اطلس به پادشاهان در تالار سفیران ارائه کرد و در ۱۷ آوریل آنها قراردادی را امضا کردند که شرایط سفر را تعیین می‌کرد. قاره آمریکا در اواخر همان سال کشف شد. چند سال بعد، زمانی که شاه و ملکه کاتولیک، فرناندوی دوم و ایزابل یکم درگذشتند، گرانادا برای مدفن آن‌ها انتخاب شد.
ساختمان مدور، مربوط به سده ۱۶ و قصر کارل پنجم است.
حاکمان جدید مسیحی شروع به اضافات و تغییراتی در مجموعه کاخ کردند و به منظور محافظت بهتر از آن در برابر حملات توپخانه، برج‌ها و استحکامات متعدد در این دوره ساخته یا تقویت شدند.

### بهبود و مرمت‌های مدرن
کار مرمت این مجموعه در سال ۱۸۲۸ توسط معمار خوزه کنترراس انجام شد که در سال ۱۸۳۰ توسط فرناندو هفتم وقف شد. پس از مرگ کنترراس در سال ۱۸۴۷، پسرش رافائل (درگذشت ۱۸۹۰) و نوه‌اش ماریانو کنتراس (متوفی ۱۹۱۲) آن را ادامه دادند. در سال ۱۸۳۰ واشینگتن ایروینگ، نویسنده آمریکایی، در گرانادا زندگی می‌کرد و کتاب خود به‌نام داستان‌های الحمرا را نوشت که اولین بار در سال ۱۸۳۲ منتشر شد. این کتاب علاقه بین‌المللی را به جنوب اسپانیا و بناهای تاریخی دوران اسلامی آن مانند الحمرا که تا قرن‌ها مورد بی‌توجهی قرار گرفته بود برانگیخت.  هنرمندان و روشنفکران دیگر، مانند جان فردریک لوئیز و اوون جونز، با نوشته‌ها و تصاویر خود در قرن نوزدهم به تبدیل الحمرا به نمادی از دوران مؤثر بودند.
در ۱۸۱۲، نیروهای فرانسوی ارتش ناپلئون در این کاخ اقامت کردند و تنها کار مفیدی که برای خودشان انجام دادند، دزدیدن اشیا سنگین قیمت و سبک‌وزن کاخ بود.
در سال ۱۸۷۰ دولت انقلابی که ایزابل دوم را سرنگون کرده و دولت دارایی‌های سلطنت اسپانیا از جمله الحمرا را تصرف کرده بود، الحمرا را به عنوان یادبود ملی اسپانیا اعلام کرد و ایالت بودجه‌ای را برای حفاظت از آن اختصاص داد.
پژوهش‌ها، کاوش‌های باستان‌شناسی، و کارهای مرمت در قرن‌های نوزده و بیست و یکم تا به امروز همچنان ادامه داشته است.
در سال ۱۹۸۴، الحمرا و ژنرالیف به عنوان میراث جهانی یونسکو ثبت شدند. الحمرا در حال حاضر یکی از محبوب‌ترین مقاصد گردشگری در اسپانیا است.

## چیدمان
مجموعه الحمرا حدود ۷۰۰–۷۴۰ متر طول و حدود ۲۰۰–۲۰۵ متر در بزرگ‌ترین عرض خود دارد. از غرب - شمال غرب به شرق - جنوب شرق امتداد دارد و مساحتی در حدود ۱۴۲۰۰۰ متر مربع یا ۳۵ جریب را پوشش می‌دهد. بر روی دماغه ای باریک مشرف به وگا یا دشت گرانادا قرار دارد. خاک قرمزی که قلعه از آن ساخته شده است، از مکانی است به‌نام تپه سرخ که سنگدانه ای دانه‌دانه است که توسط یک ماده خاک رس قرمز به هم چسبیده است که به ساختار لایه ای تقویت شده با آجر و سنگ (tapial calicastrado) رنگ مشخص می‌دهد.
غربی‌ترین سازه الحمرا، قلعه بزرگ آلکازابا (Alcazba) است که مشرف به شهر است. الحمرا از Puerta del Vino (دروازه شراب) Calle Real (خیابان سلطنتی) عبور می‌کرد که آن را در امتداد ستون فقرات محوری خود به یک محله مسکونی جنوبی، با مساجد، حمام‌ها و تأسیسات کاربردی متنوع، و بخش شمالی بیشتری تقسیم می‌کرد. که توسط چندین کاخ اشرافی با باغ‌های محوطه‌سازی‌شده وسیع که بر آلبایثین مشرف است، اشغال شده است. همه اینها تابع برج بزرگ سفیران در Palacio Comares (کاخ Comares) است، که به عنوان اتاق تماشاگران سلطنتی و اتاق تاج و تخت با سه پنجره طاقدارش که بر شهر مسلط بودند عمل می‌کردند. فضای خصوصی و اندرونی کاخ شیرها (Palacio de Los Leones) با فضاهای عمومی در زوایای قائم مجاور است. اما در ابتدا فقط با عملکرد حمام Comares (یا حمام سلطنتی)، Mirador de به هم متصل بود. لینداراجا به عنوان مرکز مدیتیشن و اقتدار با تزئینات عالی و مشرف به حیاط باغ زیبای لینداراجا/داراکسا به سمت شهر عمل می‌کند.
بقیه محوطه شامل تعدادی کاخ موری‌های متقدم و متأخر است که توسط یک دیوار مستحکم محصور شده‌اند، با سیزده برج دفاعی، برخی مانند Torre de la Infanta و Torre de la Cautiva که شامل کاخ‌های عمودی استادانه در ظرافت‌کاری است. رودخانه Darro از دره ای در شمال می‌گذرد و محوطه را از ناحیه آلبایثین در گرانادا تقسیم می‌کند. به‌طور مشابه، دره سابیکا، شامل پارک الحمرا، در غرب و جنوب قرار دارد، و فراتر از این دره، خط الراس تقریباً موازی مونت ماورور آن را از ناحیه Antequeruela جدا می‌کند. دره دیگری آن را از ژنرالیف، باغ‌های تفریحی تابستانی امیر جدا می‌کند.
در منتهی‌الیه ساختمان مدور در سمت چپ آن برج کمارس (Torre de Comares) که بخشی از شبستان یا Serallo است. تالار پذیرش سفرا یا Salón de Embajadores نیز در همین بخش قرار دارد. در حد فاصل این‌ها محوطه و آبنمای شیران (Lions’ Court) و بارگاه یا Mexuar قرار دارد. در قسمت پشت آن هم قلعه یا Alcazaba قرار گرفته است.

## بخش‌ها
الحمرا شامل ۳ بخش است: قصر سلطنتی، که مشهورترین بخش آن است و خود به سه قسمت: بارگاه یا Mexuar، شبستان یا Serallo و حرمسرا تقسیم شده است، بخش‌های دیگر الحمرا شامل باغ‌های پلکانی Generalife و قلعه Alcazba هستند.

### دروازه‌های ورودی
دروازه اصلی الحمرا، Puerta de la Justicia (دروازه عدالت) است که به عربی «باب الشریعه» معروف است. به عنوان ورودی اصلی در ضلع جنوبی مجموعه محصور شده است. این در سال ۱۳۴۸ در زمان سلطنت یوسف اول ساخته شده است.
در ضلع شرقی میدان، Puerta del Vino (دروازه شراب) قرار دارد که به کاخ کارل پنجم و محله‌های مسکونی سابق (مدینه) الحمرا منتهی می‌شود. ساخت این دروازه را به دوران سلطنت محمد سوم نسبت می‌دهند، اگرچه تزئینات مربوط به دوره‌های مختلف است.

### آلکازابا
آلکازابا یا ارگ، قدیمی‌ترین قسمت الحمرا امروزی است. این نقطه مرکزی سیستم پیچیده استحکامات بود که از منطقه محافظت می‌کرد. بلندترین برج آن، به ارتفاع ۲۶ متر Torre del Homenaje ("برج ادای احترام")، محل نگهداری و فرماندهی نظامی مجموعه بود. همچنین ممکن است اولین اقامتگاه ابن الاحمر در داخل الحمرا بوده باشد که این مجموعه در حال ساخت بود. غربی‌ترین برج، ۲۵ متری Torre de la Vela، به عنوان یک برج دیده‌بان عمل می‌کرد. پرچم فردیناند و ایزابل برای اولین بار بر فراز آن به عنوان نمادی از فتح گرانادا توسط اسپانیا در ۲ ژانویه ۱۴۹۲ برافراشته شد. و به سرعت زنگی بر این برج اضافه شد و برای قرن‌ها هر روز و در مناسبت‌های خاص در زمان‌های منظم نواخته می‌شد. در سال ۱۸۴۳ این برج بخشی از نشان شهر شد. در داخل محوطه قلعه داخلی یک منطقه مسکونی قرار داشت که محافظان نخبه الحمرا را در خود جای داده بود. این شامل امکانات شهری مانند آشپزخانه عمومی، حمام، و مخزن آب، و همچنین اتاقک‌های زیرزمینی متعددی بود که به عنوان سیاه چال و سیلو عمل می‌کردند.

### کاخ‌های نصری
مجموعه کاخ سلطنتی از سه بخش اصلی از غرب به شرق تشکیل شده است: بارگاه یا مکسور (Mexuar)، کاخ کومارس، و کاخ شیرها. ("کاخ سلطنتی قدیم")، که باید آنها را از کاخ‌های جدیدتری که در دوره مسیحی اسپانیایی در کنار آنها ساخته شده‌اند متمایز کرد. 

#### بارگاه (Mexuar)
بارگاه یا مکسور غربی‌ترین قسمت مجموعه کاخ است که بخشی از قصر سلطنتی بود، جایی که سلطان به امور روزانه مملکتی و تجاری رسیدگی می‌کرد. این قسمت از نظر تزیین و تجمل به پای بخش‌های دیگر کاخ نمی‌رسد و در واقع از فضایی فروتنانه برخوردار است. بارگاه شبیه به مشورها (یا مچوارها) کاخ‌های سلطنتی در شمال آفریقا بود. این بارگاه اولین بار به عنوان بخشی از مجموعه بزرگ‌تری که توسط اسماعیل اول آغاز شد و شامل کاخ کومارس بود، ساخته شد. بسیاری از کارکردهای اداری و عمومی کاخ مانند صدارت و خزانه داری را در خود جای داده بود. طرح آن شامل دو حیاط متوالی و به دنبال آن یک تالار اصلی بود که همگی در امتداد یک محور مرکزی از غرب به شرق قرار داشتند. از دو حیاط غربی مکسور امروزه به جز پایه‌های آنها، رواق و حوض آب فواره، اندکی باقی مانده است. تالار اصلی، معروف به سالا دل مکسوار یا تالار شورا، به عنوان تالار تاج و تخت عمل می‌کرد که سلطان در آن عریضه‌ها را دریافت و قضاوت می‌کرد. این منطقه همچنین از طریق بخش Cuarto Dorado در ضلع شرقی تالار شورا به کاخ کومارس دسترسی داشت. بخش‌های متعددی از مکسور به‌طور قابل توجهی در دوره پس از بازپس‌گیری اصلاح شد. به ویژه، سالا دل مکسور به یک کلیسای کوچک مسیحی تبدیل شد و برای تبدیل آن به یک اقامتگاه به Cuarto Dorado اضافه شد. بسیاری از این اضافات بعداً در طی مرمت‌های مدرن در قرن‌های ۱۹ و ۲۰ حذف شدند.

#### کاخ کومارس
کاخ کومارس (Comares) یا شبستان هسته یک مجموعه کاخ بزرگ بود که توسط اسماعیل اول در اوایل قرن سیزدهم آغاز شد و متعاقباً توسط یوسف اول و محمد پنجم در طول همان قرن اصلاح و مرمت شد. این مجموعه کاخ جدید به عنوان کاخ رسمی سلطان و دولت عمل می‌کرد که در عربی به عنوان قصرالسلطان یا دارالملک نامیده می‌شد. دسترسی به کاخ کومارس از غرب از طریق مکسور صورت می‌گرفت. یک نمای داخلی، معروف به نمای کومارس، در ضلع جنوبی Patio de Cuarto Dorado ("حیاط اتاق مطلا") در لبه شرقی مکسور قرار دارد. این نمای متقارن بسیار تزئین شده، با دو در، ورودی کاخ بود و احتمالاً در برخی از عملکردهای تشریفاتی عمل می‌کرد.
قسمت اعظم بخش شبستان در زمان سلطنت یوسف اول در قرن ۱۴ انجام شده است و دارای تزیینات بسیار زیاد بود تا برای شرفیابی سفرا و میهمانان خاص مناسب باشد. این بنا شامل مجموعه‌ای از اتاق‌ها و حیاط‌های بسیار زیبا بود و یکی از مناظر دیدنی آن حیاط گل پروانش Patio de los با استخری که از دو طرف با صفی از بوته‌های پروانش احاطه شده بود، به‌شمار می‌رفت.
کاخ کومارس خود در اطراف Patio de los Arrayanes ("دربار Myrtles")، حیاطی به اندازه ۲۳ تا ۲۳٫۵ متر عرض و ۳۶٫۶ متر طول، با محور طولانی آن تقریباً از شمال به جنوب در یک راستا قرار دارد.[۱۴۹] در وسط، هم راستا با محور اصلی دادگاه، یک حوض بازتابنده گسترده قرار دارد. طول این استخر ۳۴ متر و عرض آن ۷٬۱۰ متر است. در ضلع شرقی کاخ، حمام کومارس، حمام سلطنتی که به خوبی باقی مانده، ضمیمه شده است.
در ضلع شمالی حیاط Myrtles، در داخل برج عظیم کومارس، Salón de los Embajadores ("تالار سفیران")، بزرگ‌ترین اتاق در الحمرا قرار دارد. با عبور از سالا د لا بارکا، یک تالار یا شبستان مستطیل شکل گسترده در پشت ایوان شمالی صحن، می‌توان به آن دسترسی پیدا کرد. تالار سفیران اتاقی مربع شکل به ابعاد ۱۱٫۳ متر در هر ضلع و ارتفاع ۱۸٫۲ متر است. این اتاق تاج و تخت یا اتاق تماشاگران سلطان بود. تخت سلطان روبه روی در ورودی در مقابل پنجره دو طاقی فرورفته در پشت تالار قرار داشت. علاوه بر تزئینات کاشی کاری و گچبری گسترده دیوارها، فضای داخلی در سقف گنبدی بزرگ به اوج می‌رسد. سقف از ۸۰۱۷ قطعه چوبی به هم پیوسته ساخته شده است که یک نمایش هندسی انتزاعی از هفت آسمان را تشکیل می‌دهد.
این تالار شاهد امضای تسلیم‌نامه گرانادا به شاه و ملکه کاتولیک، توسط سلطان بوعبدل (Boabdil) بوده است و در همین تالار فرناندوی دوم موضوع سفر کریستف کلمب را، برای یافتن راهی به هندوستان مورد بررسی قرار داد که منجر به کشف قاره آمریکا شد.

#### کاخ شیران

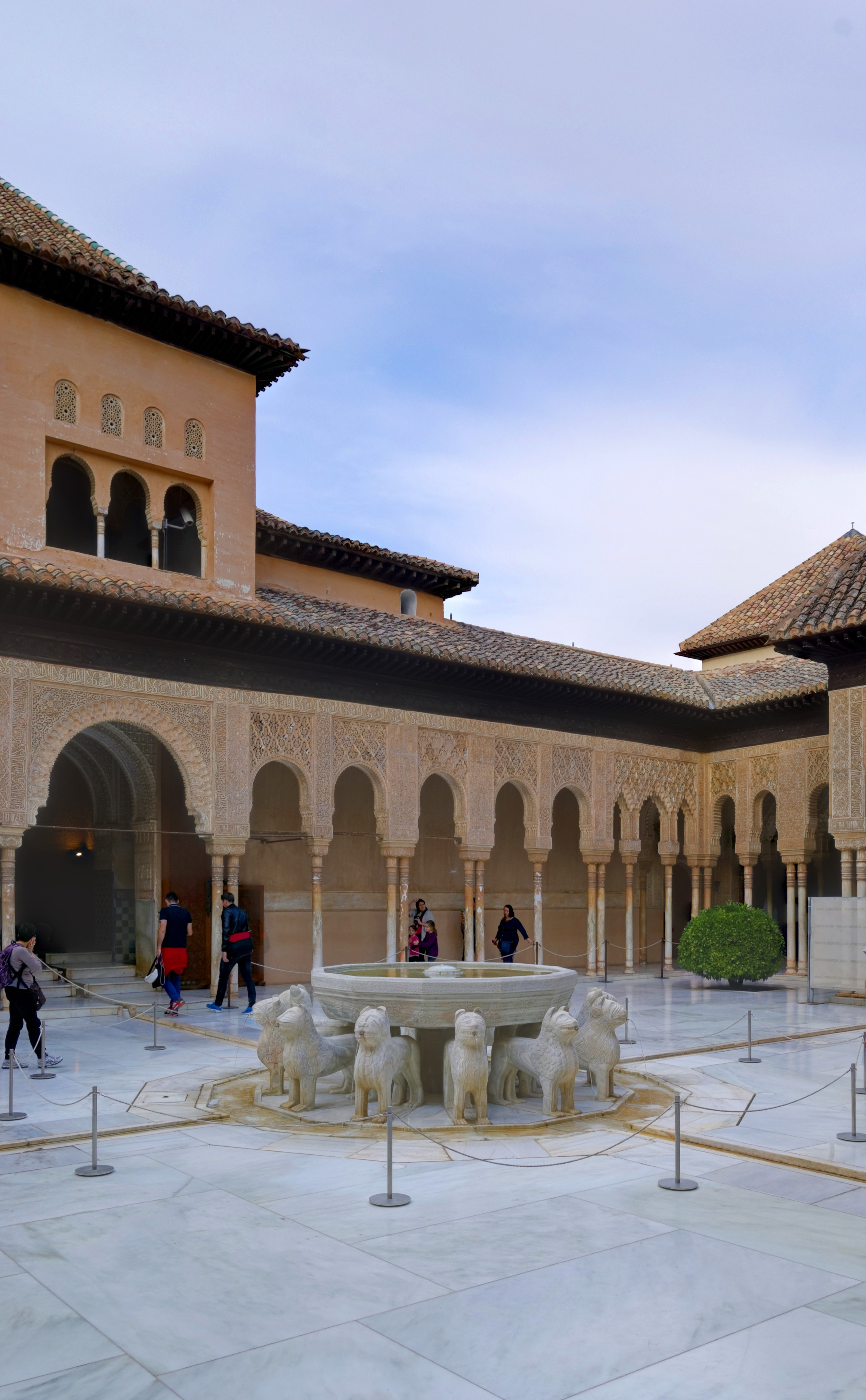
محوطه و آبنمای شیران

محوطه یا کاخ شیران یکی از مشهورترین کاخ‌های معماری اسلامی است که در نیمه دوم قرن ۱۴ و دوران حکومت محمد پنجم ساخته شده است. و نمونه‌ای از اوج معماری ناصری محسوب می‌شود. هنگامی که به این محوطه وارد می‌شوید، باید بنشینید و با آسودگی ذهن خود را در وضعیتی مطلوب قرار دهید. اینجا مکان شماره یک فرهنگی و گردشگری اسپانیا است و از هر زاویه، هر ریزه کاری و هر بخش آن به دفعات بی‌شماری عکس گرفته شده است.
حیاط مستطیل شکل مرکزی آن حدود ۲۸٫۷ متر طول و ۱۵٫۶ متر عرض دارد و محور طولانی آن تقریباً از شرق به غرب تراز شده است. طاق‌ها و ستون‌های رواق اطراف به شکل پیچیده‌ای از تک ستون‌ها به‌طور متناوب با گروه‌های دو یا سه ستونی چیده شده‌اند، طرحی که در معماری اسلامی بی‌نظیر است. دو غرفه پرآذین در ضلع شرقی و غربی حیاط قرار دارند، در حالی که مرکز آن توسط فواره معروف شیرها اشغال شده است. این فواره از یک حوض بزرگ تشکیل شده است که توسط دوازده مجسمه شیر شیک احاطه شده است که همگی از سنگ مرمر تراشیده شده‌اند. در لبه حوض، کتیبه شعری از ابن زمرک وجود دارد که زیبایی چشمه و قدرت شیرها را می‌ستاید، و سیستم‌های هیدرولیک آن‌ها و نحوه کار آن‌ها را نیز توصیف می‌کند.
چهار تالار در اطراف حیاط چیده شده است. تالار دو خواهر، تالار Abencerrajes، تالار شاهان. این تالارها همراه با محوطه شیران حرم سرای کاخ سلطنتی را تشکیل می‌دادند.
حرم کاخ الحمرا از حیاط شیران منشعب می‌شود و شامل مجموعه‌ای از اتاق‌های زیبا و یک حمام است. در جنوب این سالن به تالار Abencerrajes می‌رسیم که دارای حیرت انگیزترین سقف‌ها در کل مجموعه است.
سقف یک ۱۶ ضلعی است با تزئینات مقرنس (استالاگمیتی) است و توسط پنجره‌هایی که بر روی گنبد نصب شده‌اند و نوری که بر روی آب چشمه کف منعکس می‌شود، روشن می‌شود. سقف تالار دو خواهر نیز بسیار شگفت‌انگیز است و از بیش از ۵۰۰۰ خانه لانه زنبوری ساخته شده است.
در تالار شاهان، به یک اثر نامتعارف هنری برمی‌خوریم، که تمثال‌هایی زنده نمایانه از انسان است که در دین اسلام حرام دانسته می‌شده. سازنده این آثار به احتمال فراوان مسیحی بوده است اما دستور ساخت آن را سلاطین دودمان نصر صادر کرده بودند.
حمام‌ها آخرین قسمت با اهمیت حرم هستند که نمی‌توان به آن داخل شد، اما می‌توان درون آن را از میان پنجره دید.

#### حیاط و آپارتمان‌های دوران رنسانس
در شرق کاخ کومارس و در شمال کاخ شیران، منطقه‌ای است که به‌سبک رنسانس افزوده‌های مسیحی است که عمدتاً مربوط به قرن شانزدهم است. حیاط لینداراجا (Patio de Lindaraja) در اصل یک باغ باز بوده است اما با اضافه شدن ساختارهای جدید در اطراف آن در طول قرن شانزدهم به یک باغ سرپوشیده تبدیل شد. فواره در مرکز آن دارای یک پایه باروک ساخته شده در سال ۱۶۲۶ است که حوض مرمری نصری نصب شده در همان زمان را پشتیبانی می‌کند، اگرچه یک ماکت اکنون جایگزین حوض اصلی شده است که در موزه الحمرا نگهداری می‌شود. در ضلع غربی و شمالی حیاط، در امتداد طبقات فوقانی، شش اتاق برای کارل پنجم بین سال‌های ۱۵۲۸ و ۱۵۳۷ ساخته شده است که به اتاق‌های امپراتور معروف است. جالب‌ترین جزئیات اتاق‌ها یک شومینه مرمری است که با نشان امپراتور و سقفی از پانل‌های نقاشی شده با تصاویر میوه‌ها تزئین شده است. این نقاشی‌ها در حدود سال ۱۵۳۷ توسط خولیو آکویلز و آلخاندرو ماینر ساخته شدند.
در شمال، برجی به نام Peinador de la Reina («اتاق غارت ملکه»)، که قبلاً به نام برج ابوالجیوش شناخته می‌شد، قرار دارد. این در اصل یک برج مستحکم مستقل در دیوارهای الحمرا بود که احتمالاً در زمان سلطنت نصر (ح. ۱۳۰۹–۱۳۱۴) که به ابوالجیوش نیز معروف است، ساخته شد. یوسف اول آن را به یک قصر کوچک تبدیل کرد و محمد پنجم بعداً تزئینات اطراف ورودی آن را اضافه کرد. بین سال‌های ۱۵۲۸ و ۱۵۳۷ از طریق یک گالری مرتفع جدید به اتاق‌های امپراتور متصل شد و یک سطح بالایی در اطراف سقف فانوس موجود به برج اضافه شد.

#### کاخ و باغ‌های جزئی
در شرق کاخ شیران و الحاقات دوره رنسانس، کاخ پارتال یا کاخ جزئی قرار دارد، یک سازه غرفه ای در لبه دیوارهای الحمرا. این کاخ توسط محمد سوم ساخته شد که آن را به قدیمی‌ترین کاخ بازمانده در الحمرا تبدیل می‌کند، اگرچه از آن زمان تاکنون دستخوش تغییرات زیادی شده است. ضلع جنوبی آن دارای یک رواق و رو به یک حوض بازتابنده بزرگ است. در کنار آن، خطابه‌ای کوچک اما با تزیینات فراوان، حاوی محراب است. فراتر از پارتال منطقه ای از باغ‌ها است که در امتداد دیوار شمالی الحمرا کشیده شده است. چندین برج در امتداد این دیوار شمالی در طول دوره ناصری به اقامتگاه‌های قصری کوچک تبدیل شدند، از جمله Torre de los Picos («برج نبردهای نوک تیز»)، Torre de la Cautiva («برج اسیر»). و Torre de las Infantas («برج شاهزاده خانم‌ها»). برای گردشگرانی که امروزه از الحمرا بازدید می‌کنند، همه این مناطق پس از عبور از کاخ‌های اصلی ناصری قابل دسترسی هستند، اگرچه برج‌های کاخ معمولاً برای بازدیدکنندگان باز نیستند.

### کاخ کارل پنجم
کاخی که به سفارش کارل پنجم در وسط الحمرا ساخته شده توسط پدرو ماچوکا، معماری که زیر نظر میکل آنژ در رم آموزش دیده بود و با فرهنگ رنسانس والا در ایتالیا و محافل هنری رافائل و جولیو رومانو آشنا بود، طراحی شد.  این بنا به سبک معاصر رنسانس یا سبک «رومی» با طرحی نوآورانه که ایده‌آل‌های معماری این دوره را منعکس می‌کند، طراحی شده است. ساخت یک قصر تاریخی تحت تأثیر ایتالیایی‌ها در قلب الحمرای ساخته شده توسط ناصری‌ها نماد موقعیت امپراتوری کارل پنجم و پیروزی مسیحیت بر اسلام بود که توسط پدربزرگ و مادربزرگش (پادشاهان کاتولیک) به دست آمد. این ساختمان شامل یک ساختار مربع عظیم از سنگ است که یک حیاط کاملاً مدور را در بر می‌گیرد. نماهای بیرونی به دو ناحیه افقی تزئینی تقسیم می‌شوند که در زیر آن‌های روستایی و ستون‌ها با تزئینات دیگر در بالا متناوب هستند.
ساخت کاخ در سال ۱۵۲۷ آغاز شد. پس از مرگ ماچوکا در سال ۱۵۵۰ توسط پسرش لوئیس، که نماها را به پایان رساند و حیاط داخلی را ساخت، ادامه یافت. با شروع شورش موریسکو در سال ۱۵۶۸، کار به مدت ۱۵ سال متوقف شد. هنگامی که فیلیپ چهارم در سال ۱۶۲۸ از آن بازدید کرد، کار هنوز ناتمام بود و سرانجام در سال ۱۶۳۷ پروژه رها شد و ساختار بدون سقف باقی ماند. سرانجام پس از سال ۱۹۲۳، زمانی که لئوپولدو تورس بالباس مرمت آن را آغاز کرد، تکمیل شد. امروزه، این ساختمان محل موزه الحمرا است که اشیاء و مصنوعات مربوط به تاریخ الحمرا را در خود جای داده است، و همچنین موزه هنرهای زیبای گرانادا، که مجموعه‌ای از نقاشی‌های گرانادا مربوط به قرن‌های ۱۶ تا ۲۰ را به نمایش گذاشته است.

### سایر کاخ‌های نصری
سه کاخ مهم دیگر از دوران ناصری زمانی وجود داشته‌اند اما در طول قرن‌ها تا حد زیادی ویران شده‌اند. بقایای حفاری شده از Palacio del Partal Alto ("کاخ پارتال بالایی")، همچنین به عنوان Palacio del Conde del Tendilla ("کاخ کنت تندیلا") شناخته می‌شود، امروزه در باغ‌های پارتال گنجانده شده است. قدمت این کاخ به زمان محمد دوم، با بازسازی و اصلاحات بعدی، قدیمی‌ترین قصری است که آثاری از آن در الحمرا به دست آمده است.
کاخ صومعه سان فرانسیسکو (Palacio del Convento de San Francisco، همچنین به عنوان Palacio de los Infantes شناخته می‌شود) از صومعه سنت فرانسیس که در سال ۱۴۹۴ در اینجا نصب شد نامگذاری شده است. کاخ ناصری در اینجا احتمالاً اولین بار توسط محمد دوم ساخته شده است، اما برخی از کتیبه‌های باقی مانده نشان می‌دهند که به‌طور قابل توجهی توسط محمد پنجم بازسازی شده است. امروزه جز حیاط مستطیل شکل و برخی اتاق‌های مجاور آن، از جمله اتاقک با تزئینات فراوان با طاق‌کاری مقرنس، اندکی از بنای ناصری باقی مانده است. ملکه ایزابل یکم در ابتدا در سال ۱۵۰۴ قبل از انتقال جسدش به کلیسای کوچک سلطنتی یا نمازخانه سلطنتی گرانادا در نزدیکی کلیسای جامع در اینجا دفن شد. بقیه ساختمان امروزی مربوط به بازسازی صومعه در قرن هجدهم است و شامل یک حیاط سرپوشیده است. امروزه به عنوان یک هتل پارادور (هتل دولتی) عمل می‌کند.
کاخ آبنسراژس (Palacio de los Abencerrajes) یکی از بزرگ‌ترین کاخ‌های الحمرا بود که ممکن است متعلق به زمان محمد دوم باشد. آنچه از کاخ باقی مانده بود توسط نیروهای ناپلئون در سال ۱۸۱۲ منفجر شد. سپس بخشی از منطقه ای از ویرانه‌های متروکه معروف به سکانو شد. بقایای حفاری شده آن امروزه در قسمت جنوبی مجموعه قابل مشاهده است اما هنوز به‌طور کامل مورد مطالعه قرار نگرفته است.

### کلیسای سانتا ماریا و مسجد الحمرا
درست در شرق کاخ کارل پنجم، کلیسای کاتولیک سانتا ماریا د لا الحمرا (Santa María de la Alhambra) قرار دارد که در محل مسجد الحمرا سابق، مسجد جماعت مجموعه الحمرا قرار دارد. این کلیسا بین سال‌های ۱۵۸۱ و ۱۶۱۸ ساخته شد. تحت اختیار اسقف اعظم گرانادا است.
بقایای کمی از مسجد الحمرا که قبلاً در این مکان قرار داشت باقی مانده ازجمله یک چراغ برنزی پرآذین که اکنون در موزه ملی باستان‌شناسی اسپانیا در مادرید نگهداری می‌شود. بر اساس کتیبه‌ای بر روی این چراغ و به نوشته ابن خطیب، مسجد به دستور محمد سوم ساخته شد و در سال ۱۳۰۵ تکمیل شد. محور اصلی مسجد به سمت قبله به سمت جنوب شرقی بود که با تراز خیابان اصلی مجاور آن نیز مطابقت داشت. این سازه شامل یک تالار کم‌سبک با سه «شبستان» بود که با ردیف‌هایی از سه طاق از هم جدا شده بودند. طاق‌ها توسط ستون‌های مرمری با سرستون‌هایی شبیه به دوران خلفای قردوبان در قرن دهم میلادی پشتیبانی می‌شد. سقف آن چوبی بود و شبستان مرکزی که به محراب منتهی می‌شد، سقفی بلندتر از دو شبستان جانبی داشت. مناره باریکی در انتهای غربی بنا قرار داشت. پس از فتح مسیحیان، این ساختمان به کلیسا تبدیل شد و در اواخر قرن شانزدهم در حال خراب شدن بود. سرانجام در سال ۱۵۷۶، قبل از ساخت کلیسای فعلی، ویران شد.

#### حمام‌های مسجد
یکی از ملحقات مسجد الحمرا به نام حمام امروزه در ضلع شرقی کلیسا حفظ شده و از خیابان اصلی قابل دسترسی است. این حمام مانند سایر حمام‌های اسلامی، بهداشت عمومی را برای ساکنان محلی و نیز ابزاری برای انجام وضو برای اهداف مذهبی فراهم می‌کرد. افراد در حمام‌ها با اعضای همجنس شرکت می‌کردند و پارچه‌ها یا حوله‌هایی را در اطراف اندام‌های خصوصی خود می‌پوشیدند. این حمام‌ها در زمان محمد سوم همراه با مسجد ساخته شده است. آنها ممکن است در سال ۱۵۳۴ قبل از اینکه در قرن ۱۷ و ۱۸ در یک خانه مسکونی گنجانده شوند، تا حدی تخریب شده باشند. بقایای حفظ شده به اندازه کافی قابل توجه بود که امکان بازسازی و بازسازی آنها را در سال ۱۹۳۴ فراهم کرد.
چیدمان حمام‌ها دارای توالی معمولی از اتاق‌ها بود، از جمله سربینه یا رختکن (بیت المسلک به عربی)، سردخانه (بیت البرید) و گرمخانه (بیت السخون).  در پشت اتاق گرمخانه یک دیگ بخار وجود داشت که در آن آب گرم می‌شد و هیزم در آن نزدیکی ذخیره می‌شد. قطعات اصلی تزئینات کاشی و گچ بری و همچنین بخشی از کفپوش مرمر در برخی از اتاق‌ها حفظ شده است. گرمخانه دارای یک حوض کوچک است و یکی دیگر ممکن است در جایی که امروزه یک فواره مدرن وجود دارد وجود داشته باشد. با این حال، برخلاف فرهنگ مسیحی و یونانی-رومی پیشین، مسلمانان عموماً از شنا کردن یا غوطه‌ور شدن در آب برای استحمام‌ها استقبال نمی‌کردند. حمام‌های خصوصی، با اندازه و اهمیت متفاوت، نیز به عنوان بخشی از کاخ‌های الحمرا وجود داشت.

### روضه (آرامگاه نصریان)
در فضای بین مسجد سابق و کاخ شیرها، رودا (به اسپانیایی راودا) آرامگاه سلطنتی نصری‌ها قرار داشت. اصطلاح روضه (عربی: الروضة) در عربی به معنای باغ است، اما تعدادی از گورستان‌ها یا گورستان‌های تاریخی اسلامی به این نام شناخته می‌شوند، از جمله گورستان حاکمان سابق اموی در قرطبه یا کوردوبا. مقبره ناصری برای اولین بار توسط اسماعیل اول در اوایل قرن ۱۴ ساخته شد،  اگرچه ممکن است قبلاً قبرستانی قدیمی در آنجا وجود داشته است. این سازه امروزه دیگر پابرجا نیست، اما توسط باستان شناسان مورد مطالعه قرار گرفته و پایه‌های آن هنوز قابل مشاهده است.
مهم‌ترین افراد از جمله فرمانروایان نصری در داخل این مقبره دفن شده‌اند، اما در فضای بازبین مقبره و دیوار محوطه بیرونی قبور دیگری متعلق به شخصیت‌های کم‌اهمیت‌تر نیز وجود دارد.

### ژنرالیف
در شرق الحمرا و خارج از دیوارهای آن، ژنرالیف (از عربی: جَنَّة الْعَریف، یا جنت العریفه به معنی «بهشت جسمانی») قرار دارد، یک ملک روستایی در دوران نصری که نخست توسط محمد دوم و محمد سوم در اواخر قرن ۱۳ و اوایل قرن ۱۴ ساخته شد. این بنا در زمان حاکمان بعدی ناصری و سپس توسط سازندگان مسیحی اسپانیایی در قرن شانزدهم دستخوش تغییرات متعددی شد. دارای چندین حیاط باغ مستطیل شکل با آلاچیق‌های تزئین شده در انتهای آن است. محوطه وسیعی از باغ‌های محوطه‌سازی‌شده متعلق به قرن بیستم، نزدیک به کاخ سابق امروزی را اشغال می‌کند. کاخ نصری در ابتدا توسط یک راهرو دیواری به الحمرا مرتبط بود که از دره بین آن‌ها عبور می‌کرد.

### اثاثیه تاریخی و اشیاء هنری
در حالی که امروزه دیوارها و اتاق‌های الحمرا فاقد وسایل و اثاثیه هستند، در اصل با اشیاء زیادی مانند فرش، متکا، و ملیله‌ها یا اشیای مشابه برای آویزان کردن به دیوارها تزئین و پر شده بودند. رسم روی زمین نشستن توضیح می‌دهد که چرا برخی از پنجره‌های میرادرها (اتاق‌های دیدبانی) آنقدر پایین، جایی که خط چشم افراد نشسته قرار می‌گرفت، قرار داشتند.
از معروف‌ترین اشیای کاخ‌های ناصری می‌توان به «گلدان‌های الحمرا» اشاره کرد که نوعی ظروف بزرگ اسپانیایی-موری از دوره ناصری است که بیشتر در الحمرا یافت می‌شود. آنها در بخش‌هایی از کاخ، احتمالاً در گوشه اتاق‌ها، به نمایش گذاشته می‌شدند. عملکرد عملی آنها، در صورت وجود، نامشخص است، اما احتمالاً به عنوان لوازم جانبی برای تمجید و تکمیل معماری استفاده می‌شدند.
کوزه‌ها و گلدان‌های کوچک‌تر نیز در طاقچه‌هایی در دیوارها و ورودی‌های بسیاری از اتاق‌های الحمرا نگهداری می‌شدند. طاقچه، طاقچه ای که بر روی دیوارها در زیر طاق نما (در دیوارها) قرار داشت، عنصر مشخصه معماری نصری بود که در آن چنین کوزه‌هایی نگهداری می‌شد و احتمالاً برای بازدیدکنندگان از آب پر می‌شد. نمونه‌هایی از این طاقچه‌ها در ورودی تالار سفیران یافت می‌شود.
یکی دیگر از اشیای مهم باقیمانده از الحمرا، یک چراغ برنزی استادانه است که زمانی در مسجد اصلی آویزان بوده است مربوط به تاریخ ۱۳۰۵. بخش اصلی چراغ مخروطی شکل است، به یک میل یا ساقه بسته شده است که در بالای آن با بخش‌های کوچک کروی نقطه گذاری شده است. برنز برای ایجاد کتیبه‌های عربی به خط نسخی و زمینه‌ای از نقوش گیاهی عربی سوراخ شده است. پس از فتح ۱۴۹۲ مصادره شد و بخشی از خزانه کاردینال سیسنروس شد. در حال حاضر در موزه ملی باستان‌شناسی در مادرید به نمایش گذاشته شده است، اگرچه ماکت آن نیز در موزه الحمرا نگهداری می‌شود.

### کتابشناسی
- Al-Hassani, Salim T.  S.; Woodcock, Elizabeth; Saoud, Rabah (2007). 1001 Inventions: Muslim Heritage in our World (2nd ed.). Manchester, UK: Foundation for Science Technology and Civilisation. ISBN 978-0-9552426-1-8.
- Arnold, Felix (2017). Islamic Palace Architecture in the Western Mediterranean: A History. Oxford University Press. ISBN 978-0-19-062455-2. Archived from the original on 24 November 2021. Retrieved 15 November 2021.
- Barrucand, Marianne; Bednorz, Achim (1992). Moorish architecture in Andalusia. Taschen. ISBN 3-8228-9632-2.
- Bloom, Jonathan M. (2020). Architecture of the Islamic West: North Africa and the Iberian Peninsula, 700–1800. Yale University Press. ISBN 978-0-300-21870-1. Archived from the original on 21 January 2022. Retrieved 15 November 2021.
- Cabanelas Rodríguez, Dario (1992). "The Alhambra: An Introduction".  In Dodds, Jerrilynn D. (ed.). Al-Andalus: The Art of Islamic Spain. New York: The Metropolitan Museum of Art. pp. 127–133. ISBN 0-87099-637-1. Archived from the original on 2 December 2021. Retrieved 17 November 2021.
- Chisholm, Hugh, ed. (1911). "Alhambra, The" . Encyclopædia Britannica (به انگلیسی). Vol. 1 (11th ed.). Cambridge University Press. pp. 656–658.
- Coleman, David (2013) [2003]. Creating Christian Granada: Society and Religious Culture in an Old-World Frontier City, 1492–1600. Cornell University Press. ISBN 978-0-8014-6876-6.
- Dickie, James (1992). "The Palaces of the Alhambra".  In Dodds, Jerrilynn D. (ed.). Al-Andalus: The Art of Islamic Spain. New York: The Metropolitan Museum of Art. pp. 135–151. ISBN 0-87099-637-1. Archived from the original on 2 December 2021. Retrieved 17 November 2021.
- Irwin, Robert (2004). The Alhambra. Cambridge, MA: Harvard University Press.
- Kennedy, Hugh (1996). Muslim Spain and Portugal: A Political History of al-Andalus. Routledge. ISBN 978-1-317-87041-8.
- López, Jesús Bermúdez (1992). "The City Plan of the Alhambra".  In Dodds, Jerrilynn D. (ed.). Al-Andalus: The Art of Islamic Spain. New York: The Metropolitan Museum of Art. pp. 153–161. ISBN 0-87099-637-1. Archived from the original on 2 December 2021. Retrieved 17 November 2021.
- López, Jesús Bermúdez (2011). The Alhambra and the Generalife: Official Guide. TF Editores. ISBN 9788492441129.
- López, Jesús Bermúdez (2011b). "The Alhambra".  In Hattstein, Markus; Delius, Peter (eds.). Islam: Art and Architecture. h.f.ullmann. pp. 279–297. ISBN 978-3-8480-0380-8.
- Owen Jones; Jules Goury; Pascual de Gayangos (1842), Plans, Elevations, Sections and Details of the Alhambra, vol. 1–2
- Owen Jones; Francis Bedford (1856), "Moresque Ornament from the Alhambra", The Grammar of Ornament, Day & Son, pp. 127–143
- Puerta-Vílchez, José Miguel (2022). "The Alhambra and the Generalife. The Eternal Landmarks of Islamic Granada".  In Boloix-Gallardo, Bárbara (ed.). A Companion to Islamic Granada (به انگلیسی). Brill. pp. 365–406. ISBN 9789004382114. Archived from the original on 23 June 2022. Retrieved 31 May 2022.
- Puertas, Antonio Fernández (1997). The Alhambra (به انگلیسی). Vol. 1. Saqi Books. ISBN 978-0-86356-466-6. Archived from the original on 23 June 2022. Retrieved 21 February 2022.
- Rėklaitytė, Ieva (2021). "The Rumor of Water: A Key Element of Moorish Granada".  In Boloix-Gallardo, Bárbara (ed.). A Companion to Islamic Granada (به انگلیسی). Brill. pp. 441–462. ISBN 978-90-04-42581-1.
- Ring, Trudy; Salkin, Robert M.; La Boda, Sharon (1995). International dictionary of historic places. Chicago: Fitzroy Dearborn Publishers. ISBN 978-1-884964-02-2.
- Rodgers, Helen; Cavendish, Stephen (2021). City of Illusions: A History of Granada (به انگلیسی). Oxford University Press. ISBN 978-0-19-761941-4.
- Ruggles, D. Fairchild (1992). "The gardens of the Alhambra and the concept of the garden in Islamic Spain".  In Jerrilynn Dodds (ed.). Al-Andalus: The Arts of Islamic Spain. New York, NY: Metropolitan Museum. pp. 163–171. ISBN 978-0-87099-636-8.
- Ruggles, D. Fairchild (2000). Gardens, Landscape, and Vision in the Palaces of Islamic Spain. Pennsylvania State University Press. ISBN 978-0-271-01851-5. Archived from the original on 9 July 2021. Retrieved 27 February 2021.
- Ruggles, D. Fairchild (2008). "Alhambra".  In Fleet, Kate; Krämer, Gudrun; Matringe, Denis; Nawas, John; Rowson, Everett (eds.). Encyclopaedia of Islam, Three. The Encyclopaedia of Islam. Brill. ISSN 1873-9830.
- Ruggles, D. Fairchild (2011). Islamic Gardens and Landscapes. University of Pennsylvania Press. ISBN 978-0-8122-0728-6. Archived from the original on 17 November 2021. Retrieved 17 November 2021.
- Salmerón Escobar, Pedro (2007). The Alhambra: Structure and Landscape. La Biblioteca de la Alhambra. Translated by Diana Kelham. ISBN 9788461181230.
- Vincent, Bernard (2021). "1492: From Islamic to Christian Granada".  In Boloix-Gallardo, Bárbara (ed.). A Companion to Islamic Granada (به انگلیسی). Brill. pp. 164–182. ISBN 978-90-04-42581-1.